# 和崎ハル
和崎 ハル（わざき ハル、1885年2月1日 - 1952年12月30日）は日本の美容師、政治家。衆議院議員（1期）を歴任した。旧姓、栗谷。

## 来歴
秋田県秋田市楢山南新町出身。1904年秋田県立秋田高等女学校（現・秋田県立秋田北高等学校）卒業。上京して女子音楽学校で学ぶ一方、キリスト教小学校に勤務する。在学中に陸軍騎兵将校和崎豊之と結婚する。1921年に美容師となり、1922年に夫が死去すると故郷の秋田に戻る。秋田初の美容師として生計を立てたと言われる。
和崎の美容院は評判を呼び、秋田魁新報社の身の上相談欄の回答者に和崎が選ばれるほどであった。同年、早川かいらと日本基督教婦人矯風会秋田支部を設立し、公娼廃止運動に尽力した。
1924年、芸妓学校のぞみの会を開校する。1930年、田畑染らと婦選獲得同盟秋田支部を結成し、支部長に就任。1937年、大阪へ転居。名古屋から秋田に疎開し、横手で終戦を迎える。終戦後、新日本婦人同盟秋田支部を結成。1946年の第22回衆議院議員総選挙で秋田県から無所属で立候補し当選、秋田県初の婦人代議士となる。翌年の第23回衆議院議員総選挙で秋田1区から立候補して落選した。続く1949年の第24回衆議院議員総選挙で民主党から立候補したが落選した。1952年、大阪府で死去。